# Самбук, Иван Елисеевич
Внешние изображения
Иван Елисеевич Самбук (1919—1979) — полковник Советской Армии, участник Великой Отечественной войны, Герой Советского Союза (1943).

## Биография

Могила Самбука на Восточном кладбище Минска.

Иван Самбук родился 28 июля 1919 года в деревне Рог (ныне — Петриковский район Гомельской области Белоруссии). Окончил рабфак. В 1939 году Самбук был призван на службу в Рабоче-крестьянскую Красную Армию. С августа 1941 года — на фронтах Великой Отечественной войны.
К июлю 1943 года гвардии старший сержант Иван Самбук командовал огневым взводом 34-го гвардейского артиллерийского полка 6-й гвардейской стрелковой дивизии 13-й армии Центрального фронта. Отличился во время Курской битвы. В июле 1943 года взвод Самбука трое суток отражал немецкие контратаки, удержав занимаемые позиции.
Указом Президиума Верховного Совета СССР от 16 октября 1943 года за «образцовое выполнение боевых заданий командования на фронте борьбы с немецкими захватчиками и проявленные при этом мужество и героизм» гвардии старший сержант Иван Самбук был удостоен высокого звания Героя Советского Союза с вручением ордена Ленина и медали «Золотая Звезда» за номером 1792.
После окончания войны Самбук продолжил службу в Советской Армии. В 1945 году он окончил Томское артиллерийское училище, в 1956 году — Военно-инженерную радиотехническую академию ПВО. В 1964 году в звании подполковника Самбук был уволен в запас, позднее ему было присвоено звание полковника.
Проживал и работал в Минске. Преподавал в Минском радиотехническом техникуме (ныне Минский радиотехнический колледж).
Умер 28 мая 1979 года, похоронен в Минске.

## Награды
Был также награждён двумя орденами Красной Звезды и рядом медалей.

## Память
В Минске 1 июля 2016 года на доме № 67 по улице Якуба Коласа, в котором проживал И. Е. Самбук, установлена мемориальная доска.
Экспозиция в Белорусском государственном музее истории Великой Отечественной войны. Один из наиболее ярких фрагментов постоянной экспозиции музея — это инсталляция «Артиллерийский расчет И. Е. Самбука форсирует Днепр на плоту со 122-мм гаубицей». Она размещена в зале «Коренной перелом в ходе войны. Советский тыл» и воссоздает реальный боевой эпизод форсирования реки артиллерийским расчетом под командованием гвардии старшего сержанта И. Е. Самбука, командира огневого взвода 34-го гвардейского артиллерийского полка 6-й гвардейской стрелковой дивизии 13-й армии Центрального фронта.